# Kreiswehrersatzamt

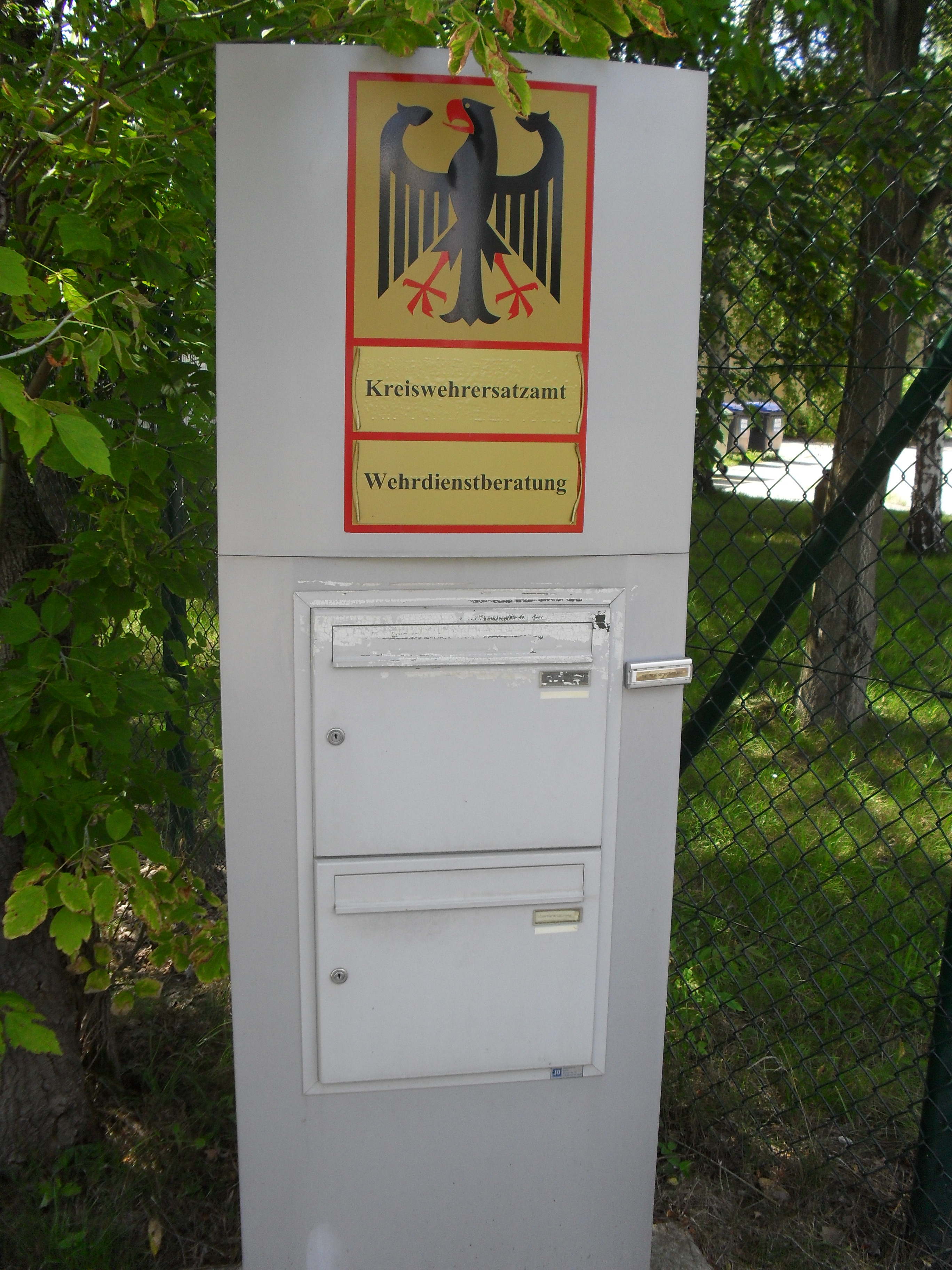
Hinweisschild am Zaun zum Leipziger Kreiswehrersatzamt, Juli 2011

Das Kreiswehrersatzamt (KWEA) war eine untere Bundesbehörde der Territorialen Wehrverwaltung auf Ortsebene (Ortsbehörde) mit der Hauptaufgabe, den Personalersatz für die Bundeswehr sicherzustellen.
Mit der Aussetzung der Wehrpflicht in Deutschland und der Neuausrichtung der Bundeswehr wurden die Kreiswehrersatzämter mit Wirkung vom 30. November 2012 aufgelöst. Ihre Aufgaben übernahmen die neugeschaffenen Karrierecenter der Bundeswehr.
Die vergleichbare Behörde in der DDR wurde als Wehrkreiskommando bezeichnet.

## Begriff
Der Name Kreiswehrersatzamt setzt sich aus vier Bestandteilen zusammen:
- Kreis als Einteilung der Republik durch die Bundeswehr in (Verteidigungs-)Kreise. Diese entsprechen nicht den Landkreisen.
- Wehr stellt den Bezug zur Bundeswehr, also der Landesverteidigung Deutschlands her.
- Ersatz bezeichnet im deutschen Wehrsprachgebrauch die Ergänzung des Personalbedarfs der Streitkräfte nach Ausscheiden oder Fallen.
- Amt ist die Bezeichnung für eine öffentliche Behörde.

## Kreiswehrersatzämter in Deutschland

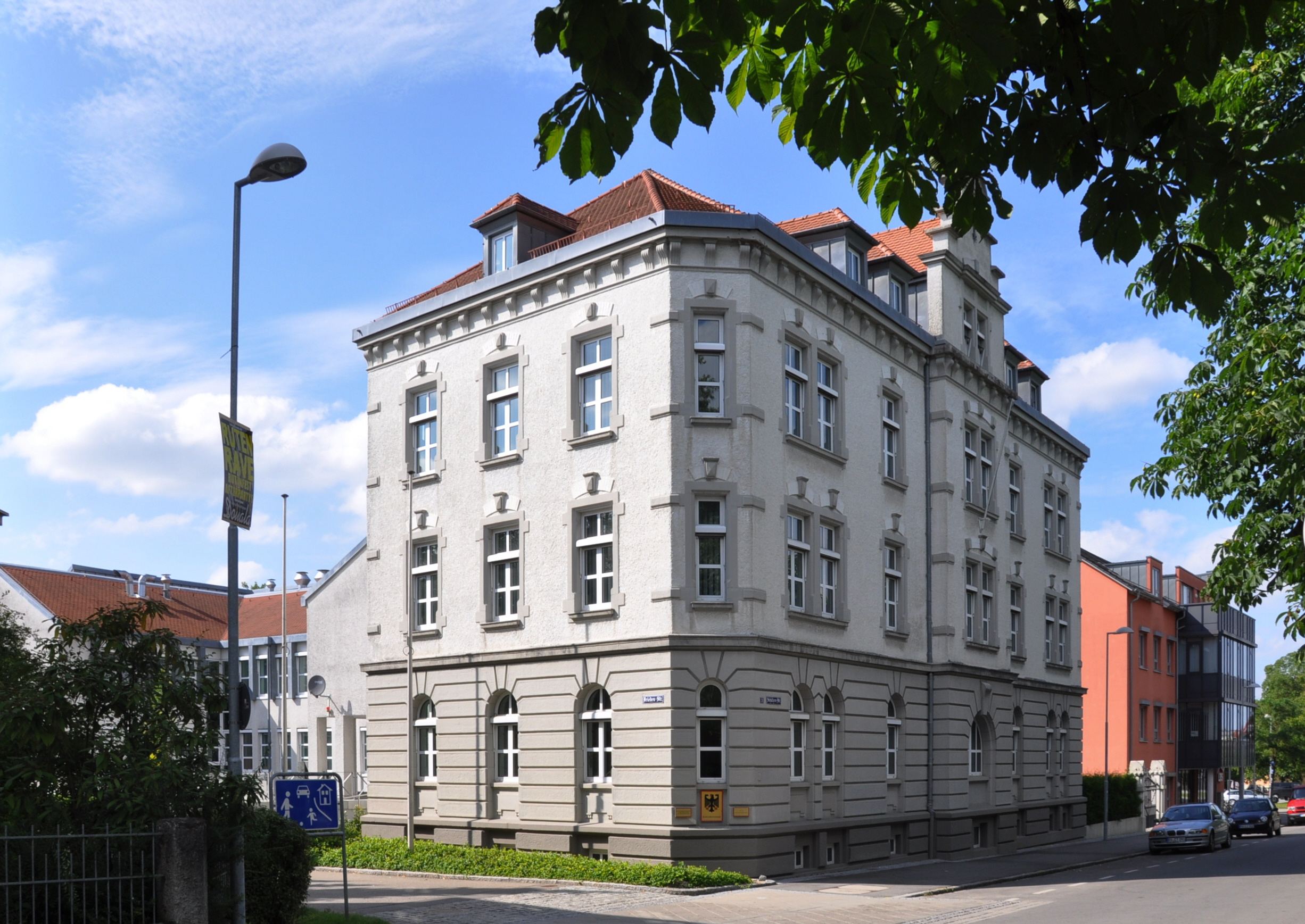
Kreiswehrersatzamt in Ravensburg, 2011

Es gab zuletzt 52 Kreiswehrersatzämter und 7 Musterungszentren in Deutschland.

### Aufgaben
Die Kreiswehrersatzämter hatten folgende Hauptaufgaben:
- Musterung der Wehrpflichtigen und freiwilligen Bewerber/Bewerberinnen zur Feststellung der Wehrtauglichkeit und Verwendungsfähigkeit,
- Durchführung einer psychologischen Untersuchung zur Ermittlung der Eignung der tauglich Gemusterten,
- Einplanung der Bewerber für den Freiwilligen Wehrdienst,
- Einberufung der Bewerber für den Freiwilligen Wehrdienst zum Dienstantritt und der Reservisten zu Dienstleistungen.

Die Kreiswehrersatzämter waren nicht für die Einstellung von Zeitsoldaten zuständig. Dies erfolgte durch die Zentren für Nachwuchsgewinnung (Laufbahnen der Mannschaften, Unteroffiziere und Feldwebel) und die Offizierbewerberprüfzentrale (Laufbahn der Offiziere). Die Musterung der jeweiligen Bewerber erfolgte jedoch auch für diese durch das zuständige Kreiswehrersatzamt.
Wer den Wehrdienst verweigern wollte (Kriegsdienstverweigerer), musste den Antrag auf Anerkennung als Kriegsdienstverweigerer beim zuständigen Kreiswehrersatzamt stellen. Die Aufgaben der Kreiswehrersatzämter im Rahmen der Kriegsdienstverweigerung, zum Beispiel die der Prüfungsausschüsse, wurden im Laufe der Zeit mehrfach geändert.